# Silně souvislá komponenta

Graf s vyznačenými kvazikomponentami

Silně souvislá komponenta (též kvazikomponenta) je takový maximální podgraf orientovaného grafu, v němž pro každou dvojici vrcholů u, v existuje sled.

## Definice
Nechť G = (V, E) je orientovaný graf. Podgraf G' grafu G se nazývá silně souvislá komponenta (SSK) grafu G, pokud platí:
1. G' je silně souvislý.
2. G' je maximální, tj. neexistuje žádný silně souvislý podgraf G" různý od G', který by obsahoval podgraf G'.

## Vlastnosti
- SSK grafu GT (transponovaný graf ke G) jsou transponované SSK grafu G
- SSK lze hledat pomocí algoritmu prohledávání do hloubky
- Množiny vrcholů indukující SSK tvoří rozklad množiny vrcholů V celého grafu. To znamená, že každý vrchol se nachází v právě jedné komponentě silné souvislosti.
- Pokud kontrahujeme hrany v jednotlivých SSK, dostaneme kondenzaci grafu. Její výsledek je vždy acyklický graf.